# Wilhelm Dennler
Wilhelm Dennler (* 27. April 1902 in Lauf bei Nürnberg; † 24. Juni 1960 in Tegernsee) war ein deutscher Ministerialbeamter und SA-Führer, zuletzt im Rang eines SA-Brigadeführers.

## Leben und Wirken
Er war der Sohn des gleichnamigen Geheimen Justizrats. Nach dem Abitur 1921 am Wilhelmsgymnasium München studierte Dennler Rechtswissenschaften in München an der Universität Heidelberg. Während seines Studiums wurde er beim Corps Palatia München aktiv. Er schloss sein Studium 1924 mit der Promotion zum Dr. jur. ab. Am 27. April 1929 wurde Dennler zum stellvertretenden Arbeitsamtsdirektor in Weißenburg ernannt.
Zum 1. November 1931 trat er der NSDAP bei (Mitgliedsnummer 695.346) und fiel in der darauffolgenden Zeit auch durch seine Verstrickung in das Vorgehen der NS-Terrororgane gegen politisch andersdenkende auf: So ließ er im Mai 1933 den Direktor des Arbeitsamtes Holzkirchen Netzsch – ein SPD-Mitglied – von der SA festnehmen und der Polizei übergeben.
Im Januar 1935 hatte Hitler Karl Durst zum Präsidenten des Landesarbeitsgerichts Bayern und Dennler zu seinem Stellvertreter ernannt. Vorweggegangen war eine Kampagne, die Dennler als Präsident installieren sollte. Diese war aber aufgrund von Dursts Vergangenheit als Teilnehmer im Ersten Weltkrieg und Freikorps-Mitglied nicht erfolgreich, hielt Dennler aber nicht davon ab, weiter gegen Durst vorzugehen und ihn bei offiziellen Stellen zu diskreditieren. Er regte sogar an, Durst in einer anderweitigen dienstlichen Verwendung einzusetzen. Letztendlich scheiterten auch diese Intrigen.
Nach Beginn des Zweiten Weltkrieges wechselte Dennler im Oktober 1939 als Mitarbeiter des Reichsprotektors für Böhmen und Mähren Reinhard Heydrich nach Prag. Dort wurde er im Rang eines Oberregierungsrates, später eines Ministerialrats, im Amt des Reichsprotektors, dem Staatsministerium für Böhmen und Mähren, Leiter der für Arbeitseinsatzfragen zuständigen Gruppe II 4. Dem Stab des Reichsprotektors gehörte er damit als Referent für die Arbeitsämter an. Nach einer Reorganisation (?) übernahm er die Gruppe X (Arbeits- und Sozialangelegenheiten), die während des Zweiten Weltkriegs mit der Koordination aller Maßnahmen zum Arbeitseinsatz der Protektoratsbevölkerung, einschließlich der Anwerbung tschechischer Arbeiter für die Arbeit in Deutschland, befasst war. Miroslav Kárný bezeichnete Dennler aufgrund dieser Tätigkeit auch als den „Hauptorganisator des ‚totalen Arbeitseinsatzes‘ der Tschechen“. Insbesondere setzte er ab 1942 das Gesetz über die Dienstverpflichtung um, das die zwangsweise Arbeitsverpflichtung forcierte.
In der SA wurde Dennler mit Wirkung zum 30. Januar 1942 zum SA-Brigadeführer befördert. Außerdem war er Mitglied des Bundes nationalsozialistischer Deutscher Juristen.
In den 1950er Jahren war Dennler erster Bürgermeister von Tegernsee.
1953 veröffentlichte Dennler Die böhmische Passion, ein Erinnerungsbuch an seine Zeit in Böhmen, dem eine Beschönigung der Verhältnisse im Protektorat Böhmen und Mähren vorgeworfen wurde, das in einer zeitgenössischen Besprechung aber als „leidenschaftslos korrekt“ bezeichnet wurde.

## Schriften
- Die bayerische Grosswasserkraftanlage Mittlere Isar A.-G., 1924. (Dissertation)
- Die böhmische Passion, Dikreiter, Freiburg im Breisgau / Frankfurt am Main 1953 DNB 450905926